# Heliocidaris robertsi
Heliocidaris robertsi is een zee-egel uit de familie Echinometridae.
De wetenschappelijke naam van de soort werd in 2004 gepubliceerd door Lindley.